# Luis Ortega Navarrete
Luis Enrique Ortega Navarrete (Lambayeque, 12 de junio de 1928 - Lima, 10 de noviembre del 2021) fue un ingeniero y político peruano. Fue ministro de Transportes, Comunicaciones y Vivienda del Perú durante el gobierno de transición de Valentín Paniagua, y regidor de la Municipalidad de Lima desde 1981 hasta 1983.

## Biografía
Luis Ortega Navarrete nació en la región Lambayeque, ubicado en el noroeste del Perú, el 12 de junio de 1928. Fue hijo de Luis Ortega Risco y de Zoila Navarrete.
Era ingeniero de profesión y fue ejecutivo de empresas vinculadas al ámbito hidráulico.
Fue miembro de Acción Popular, partido político fundado por el expresidente Fernando Belaúnde Terry. En el año 1980, es elegido como regidor de la Municipalidad de Lima durante la gestión de Eduardo Orrego Villacorta (1981-1983).
En 1985 fue candidato a la Cámara de Diputados por Acción Popular y luego en 1989 volvió a postular como regidor como miembro del Frente Democrático, coalición política liderada por Mario Vargas Llosa.
Desde el autogolpe de estado del 5 de abril de 1992, Ortega formó parte de la oposición al gobierno de Alberto Fujimori, la cual terminó concluyendo en el año 2000 tras la vacancia presidencial contra Fujimori por incapacidad moral tras su fuga a Japón luego de los casos de corrupción cometidos junto a Vladimiro Montesinos. En noviembre de ese mismo año, Valentín Paniagua, presidente del Congreso de la República tras la moción de censura contra Martha Hildebrandt, asumió la presidencia de la república por sucesión constitucional y anunció la formación de un gabinete ministerial de consenso encabezado por el diplomático Javier Pérez de Cuéllar como su primer ministro. Luis Ortega fue convocado por Paniagua, antes de emprender un viaje a Miami, y en una reunión aceptó formar parte del Consejo de Ministros. Es así que el día 25 de noviembre del año 2000, Luis Ortega fue juramentado por Valentín Paniagua como su ministro de Transportes, Comunicaciones, Vivienda y Construcción en los interiores de Palacio de Gobierno.
Como ministro elaboró la incorporación de la Comisión Especial encargada de elaborar el Anteproyecto de Ley Nacional de Puertos.
Permaneció en el cargo hasta el final del gobierno de transición el 28 de julio del año 2001, donde se dio inicio al gobierno de Alejandro Toledo y fue reemplazado en el cargo por el ingeniero Luis Chang Reyes.

## Fallecimiento
El 10 de noviembre del 2021, Luis Ortega Navarrete falleció a los 93 años en la ciudad de Lima.